# Palacio del Consejo
El Palacio del Consejo (en catalán: Palau del Consell), también conocido como Palau Reial, antiguo Palacio de la Diputación, es la sede del Consejo Insular de Mallorca, y anteriormente hasta 1983 de la Diputación Provincial de Baleares, que desapareció como tal con la entrada en vigor del Estatuto de Autonomía de las Islas Baleares.
Fue proyectado por el arquitecto Joaquín Pavía Bermingham y se construyó en 1882 donde hasta entonces había estado la prisión de la ciudad. La labor de Pavía fue continuada posteriormente por los arquitectos Joan Guasp Vicens, primero, y Guillem Reynés i Font, después, y finalmente se inauguró en 1911. Pavía inspiró la fachada en la de la Lonja de Palma, obra maestra del gótico civil mallorquín ideada por Guillem Sagrera en el siglo XV. La obra escultórica de la fachada corresponde a Llorenç Ferrer Martí.
Se distribuye en dos pisos más un ático. En la planta baja, un gran vestíbulo ordena el espacio y tras él destaca la escalinata, construida con posterioridad en 1919 por Josep Alomar, realizada en piedra de Santañí. La escalera, iluminada por una gran vidriera en la que se representan las distintas islas del archipiélago balear, da acceso a la planta noble, donde se encuentran una sala de audiencias de la presidencia del Consejo y la sala de sesiones del Consejo, diseñada por Guillem Reynés. Las distintas salas albergan cuadros de artistas locales como Fausto Morell, Joan Bauzà y Ricardo Anckerman. Asimismo, el edificio cuenta con un refugio antiaéreo.

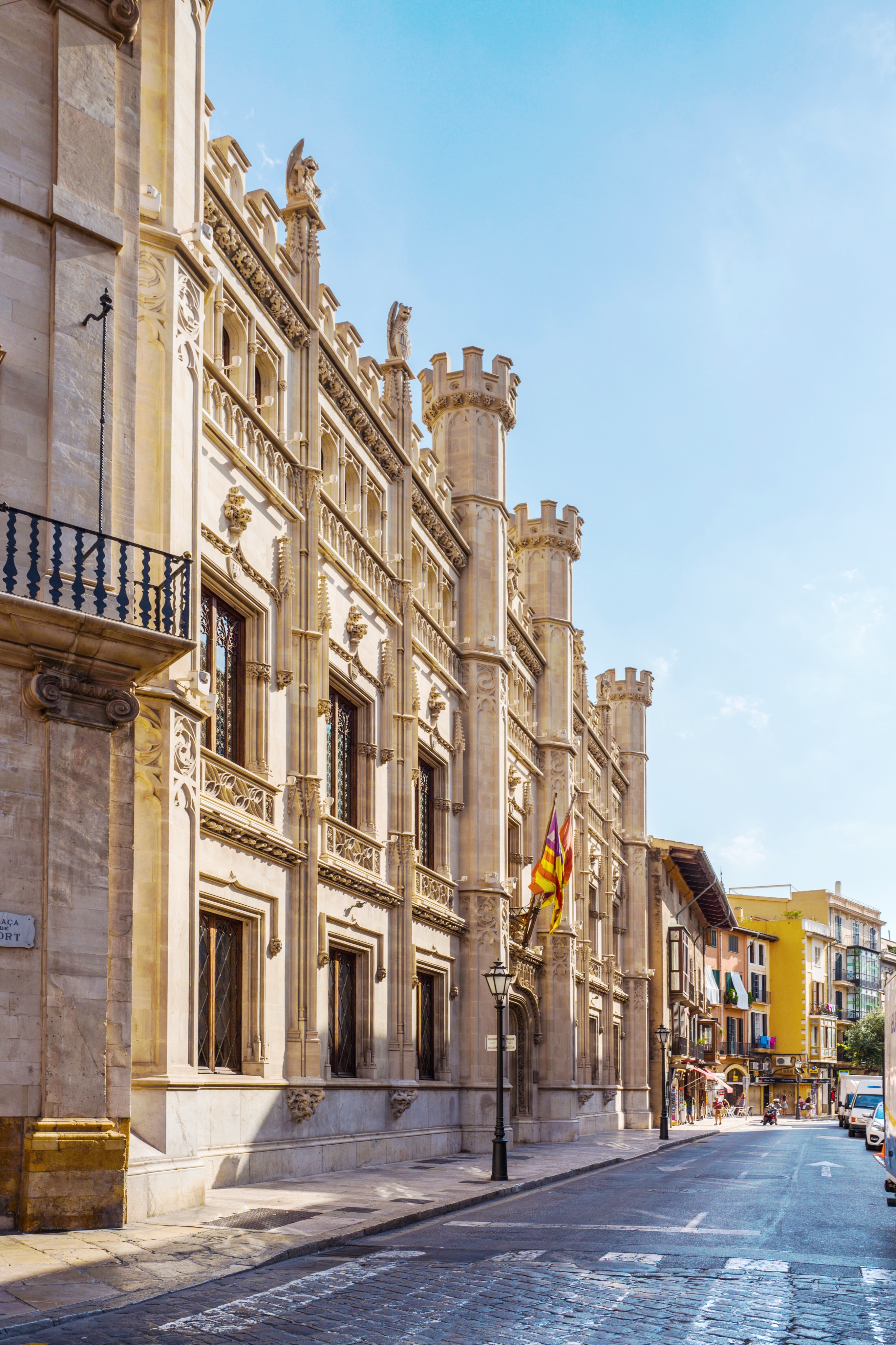
Fachada del edificio